# Adelaide McGuinn Cromwell
Adelaide McGuinn Cromwell (* 27. November 1919 in Washington, D.C.; † 8. Juni 2019) war eine US-amerikanische Soziologin, die  als Professorin an der Boston University forschte und lehrte.
Cromwell entstammte einer erfolgreichen Familie von Afroamerikanern in Washington, D.C. Ihr Vater John Wesley Cromwell Jr. war der erste schwarze Wirtschaftsprüfer in Washington, ihre Tante Otelia Cromwell war die erste afroamerikanische Absolventin des Smith College in Northampton, Massachusetts. Ihr Cousin Edward Brooke war der erste afroamerikanische US-Senator.
Nach ihrem Highschool-Abschluss 1936 studierte sie Soziologie am Smith College und machte dort 1940 das Bachelor-Examen und 1941 den Master-Abschluss. 1953 wurde sie am Radcliffe College zur Ph.D. promoviert. Ihre Dissertation war eine soziologische Studie über die afroamerikanischen Eliten Bostons und wurde später als The other brahmins. Boston's Black upper class (1994) veröffentlicht. Afrikanische und afroamerikanische Führungskräfte, inklusive ihrer Familie, sollten ein wichtiger Forschungsgegenstand für sie bleiben. Von 1951 bis 1985 war Cromwell an der Boston University tätig, davon 27 Jahre als Professorin. 1969 gründete sie dort das Programm für afroamerikanische Studien, das zweite Programm dieser Art in den USA und das erste, das einen Hochschulabschluss in diesem Fachgebiet ermöglichte.
1973 wurde Cromwell in die American Academy of Arts and Sciences gewählt. 2011 wurde sie mit der Ehrendoktorwürde des Colby College ausgezeichnet.

## Schriften (Auswahl)
- My mothering aunt. Otelia Cromwell, Smith College Class of 1900. Smith College Office of College Relations, Northampton, Mass. 2010, ISBN 978-0-87391-064-4.
- Unveiled voices, unvarnished memories. The Cromwell family in slavery and segregation, 1692-1972. University of Missouri Press, Columbia 2007, ISBN 978-0-82621-676-2.
- The other brahmins. Boston's Black upper class, 1750-1950. University of Arkansas Press, Fayetteville 1994, ISBN 978-1-55728-301-6.
- An African Victorian feminist. The life and times of Adelaide Smith Casely Hayford, 1868-1960.  Howard University Press, Washington D.C. 1991, ISBN 978-0-88258-157-6.
- Als Herausgeberin: Dynamics of the African/Afro-American connection. From dependency to self-reliance. Howard University Press, Washington D. C. 1987, ISBN 0882581724.